# Mul
Pour les articles homonymes, voir Mul (homonymie).
Mul est brièvement roi du Kent de 686 à sa mort, en 687.

## Biographie
Mul est issu de la famille royale du Wessex : son père Cenberht (en) est un descendant du roi Cenwalh. Son frère Cædwalla devient roi du Wessex en 685 ou 686. En 686, Cædwalla envahit le Kent et place Mul sur le trône de ce royaume à la place d'Eadric.
Le règne de Mul est de courte durée : la Chronique anglo-saxonne rapporte qu'en 687, « Mul est brûlé dans le Kent, avec 12 autres hommes », au terme d'une révolte de ses sujets. Cædwalla réagit en lançant une nouvelle campagne contre le Kent. Il est possible qu'il ait directement régné sur le Kent jusqu'à son abdication en 688.
Quelques années plus tard, en 694, le roi Wihtred accepte de verser un wergeld de 30 000 pence à Ine, le successeur de Cædwalla, en compensation pour la mort de Mul.